# Spring Valley (Arizona)
Pour les articles homonymes, voir Spring Valley.
Spring Valley est une census-designated place (CDP) située dans le comté de Yavapai dans l'État de l'Arizona aux États-Unis. La population y était de 1 019 habitants lors du recensement de 2000.

## Annexe